# Королівський кубок Саудівської Аравії з футболу 2021—2022
Королівський кубок Саудівської Аравії з футболу 2021—2022 — 47-й розіграш кубкового футбольного турніру в Саудівській Аравії. Титул володаря кубка вперше здобув Аль-Файха.

## Календар
| Раунд      | Дата              | Матчі | Клуби  |
| ---------- | ----------------- | ----- | ------ |
| 1/8 фіналу | 19-21 грудня 2021 | 8     | 16 → 8 |
| 1/4 фіналу | 21 лютого 2022    | 4     | 8 → 4  |
| 1/2 фіналу | 3-4 квітня 2022   | 2     | 4 → 2  |
| Фінал      | 19 травня 2022    | 1     | 2 → 1  |

## 1/8 фіналу
| Команда 1      | Рахунок | Команда 2   |
| -------------- | ------- | ----------- |
| 19 грудня 2021 |         |             |
| Аш-Шабаб       | 5:0     | Дамак       |
| 20 грудня 2021 |         |             |
| Аль-Батін      | 1:0     | Аль-Хазм    |
| Аль-Фатех      | 2:3     | Аль-Іттіхад |
| Аль-Гіляль     | 2:0     | Ар-Раїд     |
| 21 грудня 2021 |         |             |
| Аль-Файха      | 4:0     | Абха        |
| Ан-Наср        | 1:0     | Аль-Іттіфак |
| Ат-Таавун      | 3:2     | Ат-Таї      |
| Аль-Аглі       | 2:1     | Аль-Фейсали |

## 1/4 фіналу
| Команда 1      | Рахунок | Команда 2   |
| -------------- | ------- | ----------- |
| 21 лютого 2022 |         |             |
| Аш-Шабаб       | 2:1     | Аль-Аглі    |
| Аль-Батін      | 1:2 дч  | Аль-Файха   |
| Ат-Таавун      | 1:2     | Аль-Іттіхад |
| Ан-Наср        | 1:2     | Аль-Гіляль  |

## 1/2 фіналу
| Команда 1     | Рахунок | Команда 2   |
| ------------- | ------- | ----------- |
| 3 квітня 2022 |         |             |
| Аль-Гіляль    | 2:1     | Аш-Шабаб    |
| 4 квітня 2022 |         |             |
| Аль-Файха     | 1:0     | Аль-Іттіхад |

## Фінал
| 19 травня 2022 21:30 (EEST) |

| Аль-Гіляль                                    | 1:1      | Аль-Файха                                           |
| --------------------------------------------- | -------- | --------------------------------------------------- |
| аль-Давсарі 45+4'                             | Протокол | Рамон 66'                                           |
|                                               | Пенальті |                                                     |
| Ігало · аль-Фарадж · Аль-Хамдан · Аль-Джувайр | 1:3      | Ріллер · Рамон · Аль-Закаан · Аль-Шуваїш · Тахцидіс |

| Король Абдалла Спортс Сіті, Джидда Глядачів: 43 248 Арбітр: Антоніо Матео Лаос |